# Meunasah Rabo
Meunasah Rabo is een bestuurslaag in het regentschap Bireuen van de provincie Atjeh, Indonesië. Meunasah Rabo telt 367 inwoners (volkstelling 2010).